# Werner von Hausen
Paul Bernhard Werner von Hausen, född 29 oktober 1870 i Helsingfors, död där 12 juli 1951, var en finländsk målare.
Werner von Hausen gick på Finska konstföreningens ritskola 1893 men var i det närmaste självlärd. Han företog studieresor till Paris, Italien och Egypten. Han anslöt sig i början av 1890-talet till symbolismen i Paris och mottog teosofiska intryck genom den svenska konstnären Ivan Aguéli. Han målade italienska och sydfinska landskap, herrgårdsinteriörer och stilleben i en personlig och kultiverad stil. Han framträdde även som grafiker och deltog bland annat 1913 i en utställning med de främsta inhemska samt svenska och norska grafiker. Han undervisade vid Centralskolan för konstflit 1908–1918 och verkade även som teckningslärare.
von Hausens produktion omfattar cirka 300 målningar. Hans verk har visats i utställningar i Finland år 1974 och 2023.